# Charles Yriarte

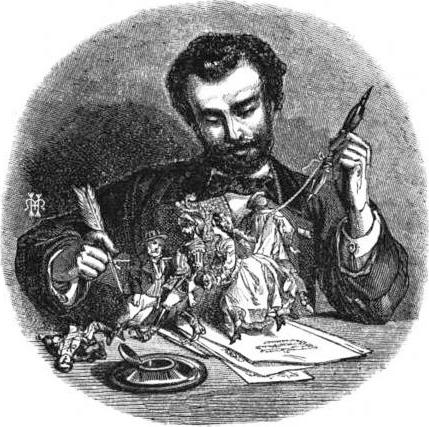
Charles Yriarte, incisione su legno Henri de Montaut (1864)

Charles Yriarte (Parigi, 5 dicembre 1832 – Parigi, 10 aprile 1898) è stato uno scrittore e disegnatore francese.

## Biografia
Nato da famiglia di origini spagnole, studiò architettura alla École des beaux-arts e nel 1856 divenne ispettore degli edifici pubblici. Successivamente si arruolò nell'esercito spagnolo come reporter per Le Monde Illustré durante la campagna spagnola in Marocco. Viaggiò in Spagna e Italia e divenne direttore della rivista dopo il suo ritorno nel 1862. Nel 1871, lasciò il suo incarico per dedicare del tempo ai viaggi, e le sue impressioni furono in seguito usate nelle sue opere. Alcuni dei suoi scritti furono pubblicati sotto lo pseudonimo "Junior" e "Le Marquis de Villemer".

## Opere
- La Société espagnole (Par. 1861)
- Sous la tente, souvenir du Maroc (1862)
- Les Célébrités de la rue (1864)
- Paris grotesque, les célébrités de la rue 1815-63 (2. Ed. 1868)
- Les Cercles de Paris, 1828-64 (1865)
- Portraits parisiens (1865)
- Nouveaux portraits parisiens (1869)
- Goya, sa vie, son œuvre (1867)
- Portraits cosmopolites (1870)
- Tableaux de la guerre (1870)
- Les Prussiens à Paris et le 18 mars (1871)
- Campagne de France 1870-71 (1871)
- Les Princes d'Orléans (1872)
- Le Puritain (1873)
- L'Istrie et la Dalmatie (1874)
- Trieste e l'Istria (1875)
- La Bosnie et l'Herzégovine pendant l'insurrection (1875)
- Bosnie et Herzégovine: souvenirs de voyage pendant l'insurrection (1876)
- Venise: l'histoire, l'art, l'industrie, la ville et la vie (1877)
- Les Bords de l'Adriatique (1878)
- Florence (1880)
- Un condottiere au XV. siècle: Rimini (1882)
- Françoise de Rimini (1882)
- La vie d'un patricien de Venise au XVI. siècle (von der Akademie gekrönt, 2. Ed. 1885)
- Matteo Civitali, sa vie et son œuvre (1885)
- Paul Véronèse (1888)
- Cesar Borgia (1889) 2 Vols.[1][2]
- Les Fleurs et les jardins de Paris (1893)
- Mantegna (1901)